# Sylia Koui
Sylia Koui (en arabe : سيليا كوي), née le 27 juillet 1992 à Saint-Denis, est une footballeuse internationale algérienne évoluant au poste de milieu de terrain au FC Nantes.

## Biographie

### Carrière en club
Sylia Koui est née le 27 juillet 1992 à Saint-Denis dans le département de la Seine-Saint-Denis. Ses parents sont originaires du village Azra dans la commune de Tigzirt en Algérie. Elle commence le football à l'âge de huit ans dans le club du Courtilières FC. À l’âge d'onze ans, elle rejoint les féminines du Blanc-Mesnil SF où elle fait sa première apparition en D2 féminine à l'âge de quatorze ans.
En 2009, à dix-sept ans, elle rejoint Le Mans FC pour quatre saisons. Durant son passage, elle participe à la montée en D1 lors de la saison 2009-2010, en terminant championne de D2. Puis, l'année suivante, au terme de la saison 2010-2011, le club est de nouveau relégué en D2. À la suite de cela, en 2013, elle fait une saison en D1, au FF Yzeure. Ensuite, en 2014, elle rentre en banlieue parisienne où elle évolue deux saisons au Tremblay FC en D2. En 2016, elle s'engage avec le FC Rouen, en D2. Après trois saisons passées au club, en 2019, elle s'engage avec Le Havre AC, en D2.

### Carrière en sélection
En mars 2020, elle est appelée pour la première fois en équipe d'Algérie, pour participer à un stage en préparation du premier tour éliminatoire de la Coupe d’Afrique des nations 2020,. La compétition est annulée pour cause de pandémie de Covid-19.
En octobre 2021, elle est appelée par la sélectionneuse Radia Fertoul pour participer à une double confrontation face au Soudan, dans le cadre des éliminatoires de la CAN 2022. Le 20 octobre 2021, elle honore sa première sélection en tant que titulaire et marque deux buts lors de la victoire historique 14-0 contre le Soudan,. Le match retour prévu le 26 octobre est finalement annulé à la suite du coup d'État au Soudan,.

## Statistiques

### Statistiques détaillées
| Saison                | Club                  | Championnat           | Championnat | Championnat | Coupe(s) nationale(s) | Coupe(s) nationale(s) | Algérie | Algérie | Total | Total |
| Saison                | Club                  | Division              | M.          | B.          | M.                    | B.                    | M.      | B.      | M.    | B.    |
| 2006-2007             | Blanc-Mesnil SF       | Division 2            | 1           | 0           | -                     | -                     | -       | -       | 1     | 0     |
| 2007-2008             | Blanc-Mesnil SF       | Division 2            | 17          | 0           | 1                     | 0                     | -       | -       | 18    | 0     |
| 2008-2009             | Blanc-Mesnil SF       | Division 3            | 15          | 1           | 1                     | 0                     | -       | -       | 16    | 1     |
| Sous-total            | Sous-total            | Sous-total            | 33          | 1           | 2                     | 0                     | -       | -       | 35    | 1     |
| 2009-2010             | Le Mans FC            | Division 2            | 13          | 0           | -                     | -                     | -       | -       | 13    | 0     |
| 2010-2011             | Le Mans FC            | Division 1            | 14          | 0           | 3                     | 0                     | -       | -       | 17    | 0     |
| 2011-2012             | Le Mans FC            | Division 2            | 22          | 3           | 2                     | 2                     | -       | -       | 24    | 5     |
| 2012-2013             | Le Mans FC            | Division 2            | 15          | 0           | 1                     | 0                     | -       | -       | 16    | 0     |
| Sous-total            | Sous-total            | Sous-total            | 64          | 3           | 6                     | 2                     | -       | -       | 70    | 5     |
| 2013-2014             | FF Yzeure             | Division 1            | 22          | 1           | -                     | -                     | -       | -       | 22    | 1     |
| Sous-total            | Sous-total            | Sous-total            | 22          | 1           | -                     | -                     | -       | -       | 22    | 1     |
| 2014-2015             | Tremblay FC           | Division 2            | 22          | 1           | 2                     | 0                     | -       | -       | 24    | 1     |
| 2015-2016             | Tremblay FC           | Division 2            | 15          | 1           | -                     | -                     | -       | -       | 15    | 1     |
| Sous-total            | Sous-total            | Sous-total            | 37          | 2           | 2                     | 0                     | -       | -       | 39    | 2     |
| 2016-2017             | FC Rouen              | Division 2            | 21          | 3           | -                     | -                     | -       | -       | 21    | 3     |
| 2017-2018             | FC Rouen              | Division 2            | 21          | 3           | 1                     | 0                     | -       | -       | 22    | 3     |
| 2018-2019             | FC Rouen              | Division 2            | -           | -           | 1                     | 0                     | -       | -       | 1     | 0     |
| Sous-total            | Sous-total            | Sous-total            | 42          | 6           | 2                     | 0                     | -       | -       | 44    | 6     |
| 2019-2020             | Le Havre AC           | Division 2            | 14          | 0           | 3                     | 0                     | -       | -       | 17    | 0     |
| 2020-2021             | Le Havre AC           | Division 1            | 16          | 1           | 1                     | 0                     | -       | -       | 17    | 1     |
| 2021-2022             | Le Havre AC           | Division 2            | 18          | 1           | 4                     | 1                     | 5       | 4       | 27    | 6     |
| Sous-total            | Sous-total            | Sous-total            | 48          | 2           | 8                     | 1                     | 5       | 4       | 61    | 7     |
| 2022-2023             | FC Nantes             | Division 2            | 13          | 0           | 2                     | 0                     | 2       | 0       | 17    | 0     |
| 2023-2024             | FC Nantes             | Division 2            | 12          | 0           | 3                     | 1                     | 4       | 0       | 19    | 1     |
| Sous-total            | Sous-total            | Sous-total            | 25          | 0           | 5                     | 1                     | 6       | 0       | 36    | 1     |
| Total sur la carrière | Total sur la carrière | Total sur la carrière | 271         | 15          | 25                    | 4                     | 11      | 4       | 307   | 23    |

### En sélection

#### Matchs internationaux
Le tableau suivant liste les rencontres de l'équipe d'Algérie dans lesquelles Sylia Koui a été sélectionnée depuis le 20 octobre 2021 jusqu'à présent.

#### Buts internationaux
| 0   | Date             | Lieu                              | Compétition      | Résultat | Adversaire     | Détail | Détail        | Détail | Sél. |
| --- | ---------------- | --------------------------------- | ---------------- | -------- | -------------- | ------ | ------------- | ------ | ---- |
| 1er | 20 octobre 2021  | Stade Omar-Hamadi, Alger, Algérie | Qualifs CAN 2022 | V 14-0   | Soudan         | 11e    | du pied droit | 3-0    | 1er  |
| 2e  | 20 octobre 2021  | Stade Omar-Hamadi, Alger, Algérie | Qualifs CAN 2022 | V 14-0   | Soudan         | 67e    | du pied droit | 12-0   | 1er  |
| 3e  | 28 novembre 2021 | Stade d'Ariana, Tunis, Tunisie    | Match amical     | V 2-4    | Tunisie        | 40e    | -             | 0-2    | 3e   |
| 4e  | 23 février 2022  | Stade Omar-Hamadi, Alger, Algérie | Qualifs CAN 2022 | N 1-1    | Afrique du Sud | 45e    | de la tête    | 1-0    | 5e   |

## Palmarès

### En club
Le Mans FC
- Championnat de France D2 (1) :
  - Vainqueur : 2010